# Callum Elder
Callum Elder (Sydney, 27 gennaio 1995) è un calciatore australiano, difensore del Derby County e della nazionale australiana.

## Caratteristiche tecniche
È un terzino sinistro.

## Carriera

### Club
Ha giocato con vari club nella seconda divisione inglese.

### Nazionale
Ha giocato nella nazionale australiana Under-20.
Il 2 settembre 2021 debutta con la nazionale maggiore australiana nel match di qualificazione per i mondiali disputato contro la Cina.

## Palmarès

### Club

#### Competizioni nazionali
- Football League One: 2

Wigan: 2017-2018
Hull City: 2020-2021